# Billy Chapin
Billy Chapin, nato William McClellan Chapin (Los Angeles, 28 dicembre 1943 – 3 dicembre 2016), è stato un attore statunitense, attivo come attore bambino in teatro, al cinema e alla televisione tra il 1951 e il 1959, noto soprattutto per la sua interpretazione nel film La morte corre sul fiume (1955).

## Biografia
Chapin nacque a Los Angeles il 28 dicembre 1943, secondogenito dei tre figli di Roy Chapin, un direttore di banca, e Marquerite Alice Barringer. Sia il fratello maggiore Michael (nato nel 1936), sia la sorella minore Lauren (nato nel 1945) ebbero anch'essi un'intensa carriera come attori bambini.
Già da piccolissimo Chapin ebbe qualche ruolo (non accreditato) al cinema; a 22 giorni di età apparve come la "figlia" neonata di Gary Cooper in Le tre donne di Casanova (1944) e cinque mesi dopo il bambino di Lana Turner ne Il matrimonio è un affare privato (1944).
La sua carriera di attore iniziò nel 1951-1952 a 8 anni, quando debuttò con successo in teatro con un ruolo di rilievo nel musical Three Wishes for Jamie. Per la sua interpretazione ricevette il N.Y. Drama Critics Award come il più promettente giovane attore dell'anno.
Il successo gli aprì le porte della televisione, dove interpretò Pud nel dramma On Borrowed Time per la serie Celanese Theatre (1952), e partecipò ad altri episodi televisivi. Il suo primo ruolo di rilievo per il cinema fu nel film The Kid from Left Field (1953) con Dan Dailey e Anne Bancroft. Seguirono numerosi ruoli al cinema e in serie televisive. Da ricordare in particolare le sue interpretazioni in parti drammatiche nei film A Man Called Peter e in Sabato tragico (entrambi del 1955).
Charles Laughton lo scelse personalmente per il ruolo da protagonista per il quale oggi Chapin è maggiormente ricordato, nel film La morte corre sul fiume (1955). Qui il ragazzo tenne testa a un sinistro Robert Mitchum, mettendo in mostra tutto il suo talento drammatico e la sua maturità di interprete. Il film è oggi riconosciuto come uno dei classici della storia del cinema, tuttavia all'epoca non fu accolto con particolare favore dal pubblico. L'insuccesso commerciale finì per ritorcersi contro la carriera di Billy, al quale fu offerto solo un altro ruolo al cinema nel western Web il coraggioso (1956). Anche alla televisione i ruoli si andarono diradando: la sua ultima apparizione fu nel 1959 in un episodio della serie Furia.
Secondo l'autobiografia della sorella, nei decenni seguenti la vita di Chapin fu segnata da gravi problemi di dipendenza dall'alcol e dalla droga.
Billy Chapin morì nel dicembre 2016 dopo una lunga malattia, all'età di 72 anni.

## Filmografia

### Cinema
- L'amore che c'incatena (Affair with a Stranger), regia di Roy Rowland (1953)
- The Kid from Left Field, regia di Harmon Jones (1953)
- Tobor - Il re dei robot (Tobor the Great), regia di Lee Sholem (1954)
- Anatomia di un delitto (Naked Alibi), regia di Jerry Hopper (1954)
- Follie dell'anno (There's No Business Like Show Business), regia di Walter Lang (1954)
- A Man Called Peter, regia di Henry Koster (1955)
- Sabato tragico (Violent Saturday), regia di Richard Fleischer (1955)
- La morte corre sul fiume (The Night of the Hunter), regia di Charles Laughton (1955)
- Web il coraggioso (Tension at Table Rock), regia di Charles Marquis Warren (1956)

### Televisione
- Celanese Theater – serie TV, episodio Winterset (1951)
- Celanese Theatre – serie TV, episodio On Borrowed Time (1952)
- Topper – serie TV, 2 episodi (1953)
- Dragnet – serie TV, 3 episodi (1953-1954)
- The Loretta Young Show – serie TV, episodio The New York Story (1954)
- Lux Video Theatre – serie TV, 2 episodi (1954-1955)
- Waterfront – serie TV, 3 episodi (1954)
- Stage 7 – serie TV, episodio 1x07 (1955)
- Celebrity Playhouse – serie TV, episodio 1x02 (1955)
- Cheyenne – serie TV, episodio 1x02 (1955)
- General Electric Theater – serie TV, episodio 4x04 (1955)
- The Millionaire – serie TV, episodio The Tom Bryan Story (1955)
- Frida (My Friend Flicka) – serie TV, episodio 1x12 (1955)
- Ford Star Jubilee – serie TV, episodio The Day Lincoln Was Shot (1956)
- Furia (Fury) – serie TV, episodio The Test (1956)
- TV Reader's Digest – serie TV, episodio 2x21 (1956)
- Climax! – serie TV, episodio 2x36 (1956)
- Crossroads – serie TV, episodio 2x11 (1956)
- The Ford Television Theatre (aka Ford Theatre) – serie TV, episodio Ringside Seat (1957)
- I racconti del West (Dick Powell's Zane Grey Theater) – serie TV, episodio Black Creek Encounter (1957)
- Panico (Panic!) – serie TV, episodio 1x03 (1957)
- Meet McGraw – serie TV, episodio Friend of the Court (1958)
- The Californians – serie TV, episodio The Marshall (1958)
- Il carissimo Billy (Leave It To Beaver) – serie TV, episodio The Grass Is Always Greener (1959)
- Frontier Justice – serie TV episodio Black Creek Encounter (1959)
- Furia – serie TV, episodio The Rocketeers (1959)

### Teatro
- Three Wishes for Jamie (1951-52)

## Premi e riconoscimenti
- N.Y. Drama Critics Award (1952)